# Nitrux
Nitrux és una distribució de Linux immutable d'origen mexicà, basada en la branca Debian Unstable i QT. Permet escollir entre diferents nuclis i empra com a dimoni d'inicialització OpenRC. Es complementa amb paquets addicionals derivats d'Ubuntu LTS i suport per a AppImages. La distribució ofereix un entorn d'escriptori NX Desktop, que és un KDE Plasma personalitzat amb l'entorn de treball MAUI UI. Es considera una distribució, elegant, sòlida, funcional i força lleugera.